# Флаг Землянского сельского поселения (Воронежская область)
Флаг муниципального образования Землянское сельское поселение Семилукского муниципального района Воронежской области Российской Федерации — опознавательно-правовой знак, служащий официальным символом муниципального образования.
Флаг утверждён 13 октября 2011 года решением Совета народных депутатов Землянского сельского поселения № 78 и 2 ноября 2011 года внесён в Государственный геральдический регистр Российской Федерации с присвоением регистрационного номера 7246.

## Описание
«Прямоугольное жёлтое полотнище с отношением ширины к длине 2:3, с пятью летящими малиновыми перепёлками из герба Землянского сельского поселения».
Геральдическое описание герба гласит: «В золотом поле пять (две, одна и две) пурпурных перепёлок, летящих вправо и вверх с распростёртыми крыльями».

## Обоснование символики
Флаг Землянского сельского поселения разработан на основе герба Землянского сельского поселения и отражает исторические, культурные, социально-экономические, национальные и иные местные традиции.
Землянск был основан как военное поселение в 1657 году, когда по указу царя Алексея Михайловича сюда на берег речки Землянки переселились двадцать старых служащих солдат. Спустя пять лет была возведена деревянная крепость, обнесённая валом и глубоким рвом. Уже в 1663 году Землянск приобретает статус города, а в ходе административно-территориальной реформы Екатерины Великой становится одним из уездных городов Воронежского наместничества. В 1781 году городу был Высочайше пожалован герб, описание которого гласит: «В верхней части щита герб Воронежский. В нижней — пять летящих перепёлок в золотом поле, каковыми птицами город сей весьма славится».
В современном муниципальном образовании флаг приобретает дополнительную символику — в состав Землянского сельского поселения вошли территории Маловерейского, Малопокровского и Казинского сельских поселений, таким образом, летящие вместе птицы символизируют объединённое муниципальное образование.
Использование композиции исторического герба в качестве основы флага современного муниципального образования показывает бережное отношение жителей к своей истории, сохранение культурных традиций и преемственность многих поколений живших здесь и благоустраивавших доронинскую землю.
Жёлтый цвет (золото) — символ урожая, богатства, стабильности, энергии, уважения.
Малиновый цвет (пурпур) — символ древности, славы, благородства.